# Pannenberg
Pannenberg ist ein Ortsteil im Stadtteil Paffrath von Bergisch Gladbach. 

## Geschichte
Der Siedlungsname Pannenberg geht auf eine Gewannenbezeichnung zurück, die das Urkataster im Bereich der heutigen Straße verzeichnet.

## Etymologie
Das Bestimmungswort leitet sich her vom mittelhochdeutschen Wort phanne (= Pfanne) und bezog sich vermutlich auf frühgeschichtliche Tonscherben, die beim Pflügen des Ackers zu Tage traten. Im Bereich der Kreuzung Paffrather Straße und Alte Wipperfürther Straße wurde zu Beginn des 20. Jahrhunderts ein eisenzeitliches Grabhügelfeld entdeckt, so dass eine vorgeschichtliche Besiedlung in der Umgebung von Pannenberg nachgewiesen ist.